# Station Stodoły
Station Stodoły is een spoorwegstation in de Poolse plaats Rybnik.